# Camponotus varius
Camponotus varius är en myrart som beskrevs av Horace Donisthorpe 1943. Camponotus varius ingår i släktet hästmyror, och familjen myror. Inga underarter finns listade.